# Leptocera cellularis
Leptocera cellularis är en tvåvingeart som först beskrevs av Arnold Spuler 1925.  Leptocera cellularis ingår i släktet Leptocera och familjen hoppflugor.
Artens utbredningsområde är Michigan. Inga underarter finns listade i Catalogue of Life.